# Naraz

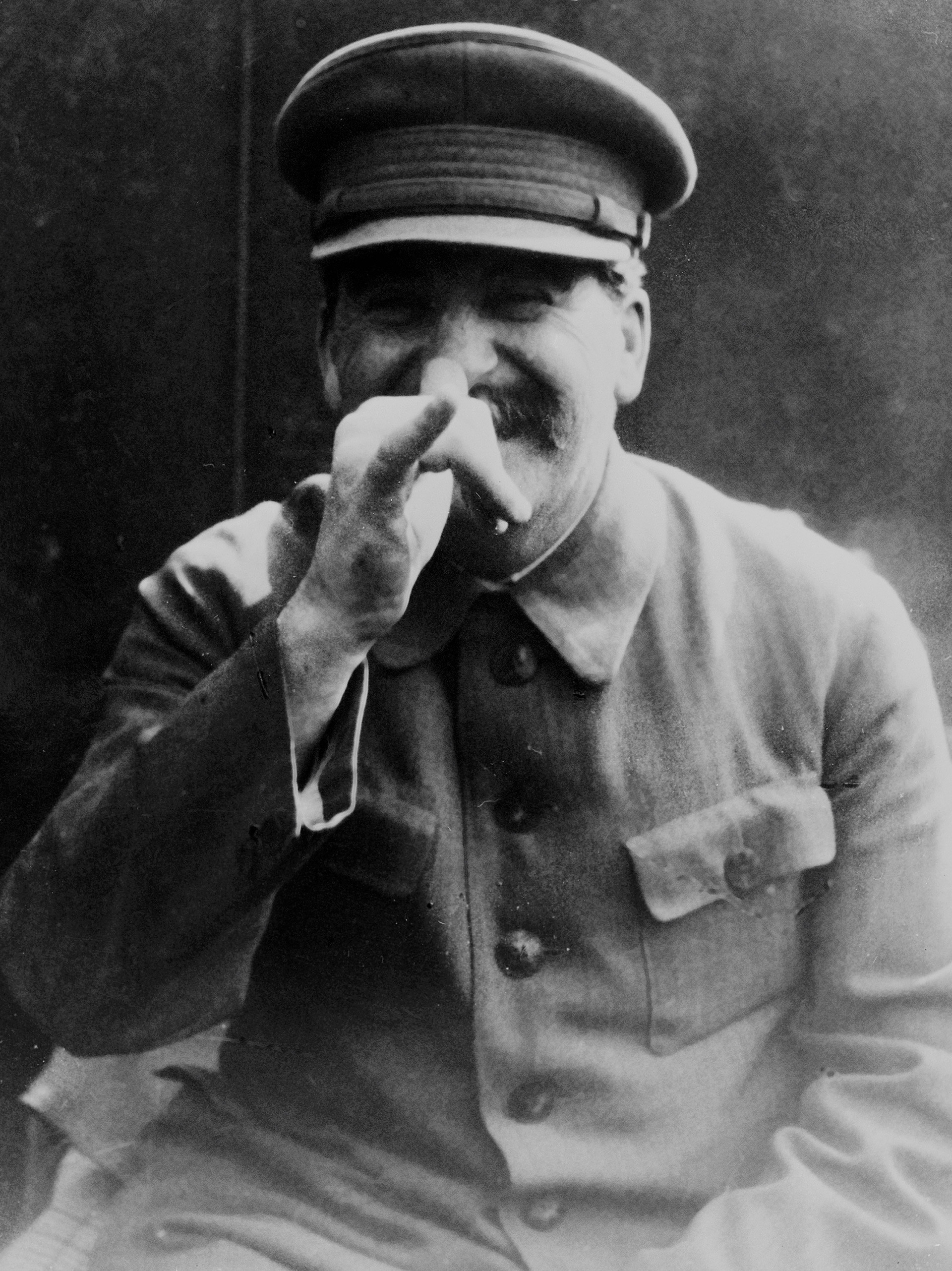
Estaline a fazer um naraz, foto da década de 40 do séc. XX

O Naraz é um gesto jocoso ou trocista, que consiste em pôr o polegar no nariz, enquanto se mantém a palma da mão aberta e perpendicular à cara e se abanam os restantes dedos da mão.
Por vezes este gesto pode ser acompanhado do acto de deitar a língua de fora, o qual, por si mesmo, também é um gesto que veicula um significado trocista ou jocoso.

## História

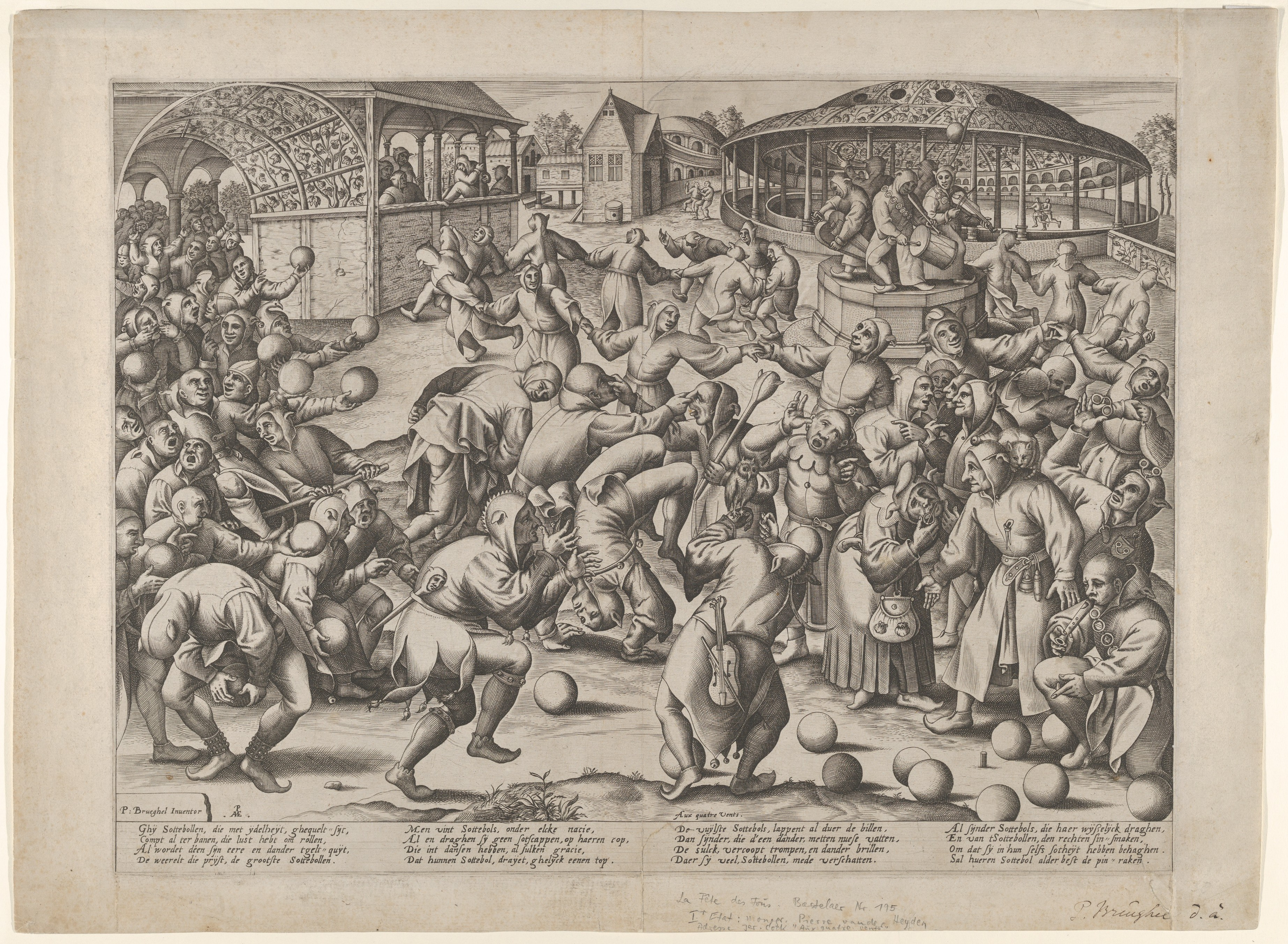
«O Festival dos Tolos», gravura de Pieter Bruegel, o Velho. O segundo tolo, a contar do canto inferior esquerdo está a fazer narazes com as duas mãos.

Um dos registos pictóricos mais antigos, conhecidos deste gesto encontra-se numa gravura do artista holandês  Pieter Bruegel,o Velho , denominada «O Festival dos Tolos» datada de 1563.
Há um relato escrito mais antigo, constante do décimo nono capítulo do segundo tomo da obra de 1534 de François Rabelais, «Gargântua e Pantagruel», sob a epígrafe «Como Panúrgio confundiu o inglês que argumentava por signos», na qual a personagem Panúrgio e o inglês Taumaste se travam numa contenda teológico-filosófica diante dos escóis da Universidade de Sorbonne, e onde se faz alusão ao uso desse gesto pantomimeiro:
«Panúrgio de seguida ergueu a mão direita e pôs o correspondente polegar na narina do mesmo lado, enquanto esticava os demais quatro dedos, em linha paralela à ponta do nariz (...)»
O significado do gesto passa por insinuar que a pessoa com quem se fala tem um nariz comprido, subjazendo o entendimento de que a pessoa se trata de um tolo ou de um mentiroso. Historicamente, no continente europeu há uma considerável conotação, em meios folclóricos, de narizes compridos a personagens que inspiram comicidade ou que mentem.
Além das abonações históricas sobreditas, são ainda dignas de menção a «Nasenzung» (o cortejo dos narigudos) do carnaval de Wolfach, na Alemanha e o Pinóquio, personagem fictícia do autor italiano Carlo Collodi, cujo nariz crescia sempre que a mesma proferia mentiras. 

## Pedopsicologia

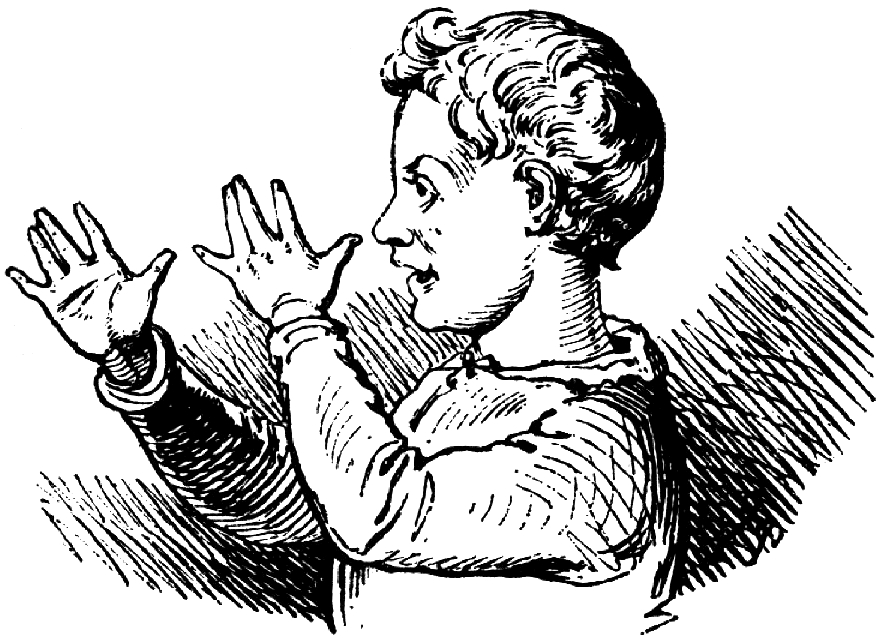
Illustração do artista dinamarquês Vilhelm Pedersen de uma criança a fazer um naraz séc. XIX

De acordo com o psicólogo francês Paule Aimard, o naraz: 
«é um gesto de escárnio que encerra uma certa jocosidade, em que se agitam quatro dedinhos em prolongamento do apêndice nasal, que opera como uma afronta à autoridade, a qual não se realiza à descarada, mas antes pelas costas. É como deitar a língua de fora, trata-se de um gesto praticado pelos mais fracos, que se vêem incapazes de lutar ou dizer aquilo que pensam contra os fortes. O naraz é um gesto de David contra Golias.»